# Coupe d'Europe de ski alpin 1999-2000
Navigation
Édition précédente Édition suivante
La Coupe d'Europe de ski alpin 1999-2000 est la 29e édition de la Coupe d'Europe de ski alpin, compétition de ski alpin organisée annuellement par la Fédération internationale de ski. Elle se déroule du 7 décembre 1999 au 19 mars 2000 dans trente-deux stations européennes réparties dans huit pays. Ce sont les Autrichiens Selina Heregger et Christoph Gruber qui remportent les classements généraux.

## Déroulement de la saison
La saison débute le 7 décembre 1999 par des slaloms géants à  Haute-Nendaz pour les femmes et Valloire pour les hommes. Elle comporte, après annulations et reports, quinze étapes masculines et quinze étapes féminines réparties dans huit pays, mais aucune en Fennoscandie. Les finales ont lieu du 13 au 19 mars 2000 dans un regroupement de quatre stations tyroliennes : Galtür, Ischgl, Kappl et See. 
Chez les dames ce sont deux skieuses polyvalentes qui animent la saison, deux Autrichiennes au profil similaire âgées de vingt-et-un et vingt-deux ans. La plus jeune, Martina Lechner (de), championne du monde junior de descente et de super G en 1998, se classe quatrième des classements de descente et super G, et troisième de celui de géant. L’aînée, Selina Heregger, termine cinquième en descente, troisième en super G et remporte le globe ge slalom géant. Avec onze podiums (dans trois disciplines) dont trois victoires (en géant et super G) elle remporte finalement le classement général avec deux-cent cinquante-cinq points d'avance sur sa compatriote.
Chez les hommes le podium du classement général est monopolisé par des spécialistes des épreuves de vitesses. L'Autrichien Christoph Gruber (deuxième en descente et troisième en super G) devance l'italien Ivan Bormolini (it) (vainqueur en descente et quatrième en super G) et un deuxième Autrichien Patrick Wirth (premier en super G et troisième en descente). Le premier technicien, l'Autrichien Mario Matt vainqueur du globe en slalom n'est que quatrième du classement général, et le vainqueur en slalom géant (le Français Raphaël Burtin) cinquième.

### Saison des messieurs
| \| Valloire Nova Levante Obereggen St-Moritz Krompachy Kranjska Gora St. Anton Pozza di Fassa Courchevel Les Orres Garmisch-Partenkirchen Sella Nevea Ofterschwang Passo del Tonale Galtür Kappl See \| Les sites des compétitions situés dans les Alpes |
| Valloire Nova Levante Obereggen St-Moritz Krompachy Kranjska Gora St. Anton Pozza di Fassa Courchevel Les Orres Garmisch-Partenkirchen Sella Nevea Ofterschwang Passo del Tonale Galtür Kappl See                                                        |

### Saison des dames
| \| Abetone Sierra Nevada \| Sites des compétitions en Europe (hors des Alpes) |
| Abetone Sierra Nevada                                                         |

| \| Nendaz Limone Piemonte Livigno Alpe d'Huez Tignes Rogla Sankt Sebastian Krieglach Haus im Ennstal Pra-Loup Villars-sur-Ollon Sonthofen Ischgl See \| Les sites des compétitions situés dans les Alpes |
| Nendaz Limone Piemonte Livigno Alpe d'Huez Tignes Rogla Sankt Sebastian Krieglach Haus im Ennstal Pra-Loup Villars-sur-Ollon Sonthofen Ischgl See                                                        |

## Classement général
Les vainqueurs des classements généraux sont l'Autrichienne Selina Heregger, skieuse polyvalente et son compatriote Christoph Gruber spécialiste des épreuves de vitesse. Le podium féminin est complété par une deuxième Autrichienne polyvalente, Martina Lechner (de), et la spécialiste des épreuves de vitesse russe Varvara Zelenskaïa. Le podium masculin est lui complété par deux autres spécialistes des épreuves de vitesse : l'Italien Ivan Bormolini (it), titré en descente, est deuxième et l'Autrichien Patrick Wirth, titré en super G, troisième.
| Rang | Nom                 | Points | Victoire(s) | Podium(s) |
| ---- | ------------------- | ------ | ----------- | --------- |
| 1    | Christoph Gruber    | 864    | 1           | 7         |
| 2    | Ivan Bormolini (it) | 784    | 2           | 8         |
| 3    | Patrick Wirth       | 681    | 4           | 5         |
| 4    | Mario Matt          | 629    | 3           | 5         |
| 5    | Raphaël Burtin      | 589    | 4           | 6         |
| 6    | Florian Eckert      | 517    | 1           | 3         |
| 7    | Bjarne Solbakken    | 514    | 1           | 2         |
| 8    | Roland Assinger     | 436    |             | 2         |
| 8    | Sami Uotila         | 436    | 2           | 5         |
| 10   | Rainer Schönfelder  | 408    |             | 3         |

| Rang | Nom                            | Points | Victoire(s) | Podium(s) |
| ---- | ------------------------------ | ------ | ----------- | --------- |
| 1    | Selina Heregger                | 1250   | 3           | 11        |
| 2    | Martina Lechner (de)           | 995    | 1           | 5         |
| 3    | Varvara Zelenskaïa             | 760    | 6           | 8         |
| 4    | Corinne Imlig                  | 722    | 2           | 6         |
| 5    | Carolina Waidhofer-Dummer (it) | 673    | 1           | 2         |
| 6    | Kerstin Reisenhofer (de)       | 660    | 3           | 4         |
| 7    | Tina Maze                      | 572    | 2           | 3         |
| 8    | Katja Wirth                    | 569    | 1           | 1         |
| 9    | Michaela Kofler (de)           | 471    | 1           | 1         |
| 10   | Veronika Thanner (it)          | 466    |             | 1         |

## Classements de chaque discipline
Les noms en gras remportent les titres des disciplines.

### Descente
Les vainqueurs des classements de descente sont l'Autrichienne Kerstin Reisenhofer (de) et l'Italien Ivan Bormolini (it). Chez les femmes la compétition est principalement un affrontement entre Kerstin Reisenhofer et la Russe Varvara Zelenskaïa avec trois victoires chacune (en huit courses). Mais Zelenskaïa ne prend part qu'à quatre courses en janvier (trois victoires et une deuxième place) et se consacre à la coupe du monde le reste de la saison au contraire de Reisenhofer qui courre principalement sur le circuit Européen et qui s'impose finalement. Veronika Thanner (it) est également toute proche (huit points) de profiter des absences de Zelenskaïa mais elle doit finalement se contenter de la troisième place. Chez les hommes la saison est très homogène : six vainqueurs différents en six courses, et à part Bormolini et ses quatre podiums un seul skieur en totalise plus d'un sur la saison : l'Autrichien Christoph Gruber, qui est également le dauphin de Bormolini dans le classement final juste devant son compatriote Patrick Wirth.
| Rang | Nom                     | Points | Victoire(s) | Podium(s) |
| ---- | ----------------------- | ------ | ----------- | --------- |
| 1    | Ivan Bormolini (it)     | 350    | 1           | 4         |
| 2    | Christoph Gruber        | 254    | 1           | 2         |
| 3    | Patrick Wirth           | 240    | 1           | 1         |
| 4    | Konrad Hari             | 232    | 1           | 2         |
| 5    | Roland Assinger         | 231    |             | 1         |
| 6    | Andreas Buder           | 178    |             |           |
| 7    | Claudio Collenberg (it) | 153    |             | 1         |
| 8    | Audun Grønvold          | 132    | 1           | 1         |
| 9    | Didier Défago           | 112    |             | 1         |
| 10   | Klaus Kröll             | 104    |             | 1         |

| Rang | Nom                      | Points | Victoire(s) | Podium(s) |
| ---- | ------------------------ | ------ | ----------- | --------- |
| 1    | Kerstin Reisenhofer (de) | 505    | 3           | 5         |
| 2    | Varvara Zelenskaïa       | 380    | 3           | 4         |
| 3    | Veronika Thanner (it)    | 372    | 1           | 1         |
| 4    | Martina Lechner (de)     | 366    |             | 1         |
| 5    | Selina Heregger          | 354    |             | 3         |
| 6    | Corinne Imlig            | 300    |             | 2         |
| 7    | Michaela Kofler (de)     | 273    | 1           | 1         |
| 8    | Jeanette Collenberg (it) | 252    |             | 1         |
| 9    | Doris Götzenbrucker (it) | 175    |             |           |
| 10   | Emily Brydon             | 160    | 1           | 2         |

### Super G
Les vainqueurs des classements de super G sont la Suisse Corinne Imlig et l'Autrichien Patrick Wirth qui conserve son titre de 1999, le troisième après 1995. Chez les femmes et comme en descente la Russe Varvara Zelenskaïa vient participer à quatre super G de coupe d'Europe en plus de son programme en coupe du monde, pour quatre podiums dont trois victoires (la meilleure super-géantiste de la saison selon ce critère). Imlig cumule aussi quatre podiums, dont deux victoires, mais elle participe au sept courses de la saison et peut finalement l'emporter. l'Autrichienne Selina Heregger (une victoire et une seconde place) complète le podium, derrière la Russe. Chez les hommes Patrick Wirth remporte trois des huit courses (plus une troisième place). Le seul autre skieur à remporter plus d'un super G est le Français Sébastien Fournier-Bidoz, mais celui-ci ne se classe que cinquième, à plus de cents points de l'Allemand Florian Eckert et de l'Autrichien Christoph Gruber.
| Rang | Nom                      | Points | Victoire(s) | Podium(s) |
| ---- | ------------------------ | ------ | ----------- | --------- |
| 1    | Patrick Wirth            | 441    | 3           | 4         |
| 2    | Florian Eckert           | 373    | 1           | 2         |
| 3    | Christoph Gruber         | 359    |             | 3         |
| 4    | Ivan Bormolini (it)      | 352    | 1           | 3         |
| 5    | Sébastien Fournier-Bidoz | 245    | 2           | 2         |
| 6    | Stephan Görgl            | 226    | 0           | 2         |
| 7    | Roland Assinger          | 205    |             | 1         |
| 8    | Matteo Berbenni (it)     | 140    | 1           | 1         |
| 9    | Freddy Rech              | 136    |             |           |
| 10   | Patrik Järbyn            | 125    |             | 1         |

| Rang | Nom                      | Points | Victoire(s) | Podium(s) |
| ---- | ------------------------ | ------ | ----------- | --------- |
| 1    | Corinne Imlig            | 422    | 2           | 4         |
| 2    | Varvara Zelenskaïa       | 380    | 3           | 4         |
| 3    | Selina Heregger          | 333    | 1           | 2         |
| 4    | Martina Lechner (de)     | 287    |             | 3         |
| 5    | Barbara Merlin           | 217    |             |           |
| 6    | Doris Götzenbrucker (it) | 214    |             |           |
| 7    | Olesja Alieva            | 161    |             | 1         |
| 8    | Ingeborg Helen Marken    | 160    |             | 2         |
| 9    | Nathalie Robert (it)     | 134    |             |           |
| 10   | Alison Powers            | 132    | 1           | 1         |

### Géant
Les vainqueurs des classements de slalom géant sont l'Autrichienne Selina Heregger et le Français Raphaël Burtin. Chez les femmes trois skieuses remportent deux des neufs courses : Tina Maze, Eveline Rohregger (de) et Selina Heregger. Pour Eveline Rohregger se sont les deux seuls géants européens au milieu d'une saison de coupe du monde, et avec ses deux-cent points elle en termine que septième, laissant Maze et Heregger lutter pour le titre. Et grâce à ses six podiums c'est l'Autrichienne qui l'emporte devant la Slovène et une autre Autrichienne, Martina Lechner (de). Chez les hommes Raphaël Burtin domine la saison avec six podiums dont quatre victoires en neuf courses, suivi par le Finlandais Sami Uotila, cinq podiums dont deux victoires. Ils sont les seuls à avoir remporté plus d'une course. l'Autrichien Rainer Schönfelder qui n'en a remporté aucune complète le podium.
| Rang | Nom                  | Points | Victoire(s) | Podium(s) |
| ---- | -------------------- | ------ | ----------- | --------- |
| 1    | Raphaël Burtin       | 589    | 4           | 6         |
| 2    | Sami Uotila          | 436    | 2           | 5         |
| 3    | Rainer Schönfelder   | 408    |             | 3         |
| 4    | Bjarne Solbakken     | 395    | 1           | 2         |
| 5    | Alessandro Roberto   | 373    |             | 2         |
| 6    | Christoph Gruber     | 253    |             | 2         |
| 7    | Walter Girardi (it)  | 237    |             |           |
| 8    | Alexander Ploner     | 183    |             |           |
| 8    | Arnold Rieder        | 183    |             |           |
| 10   | Ronald Stampfer (de) | 168    | 1           | 1         |

| Rang | Nom                            | Points | Victoire(s) | Podium(s) |
| ---- | ------------------------------ | ------ | ----------- | --------- |
| 1    | Selina Heregger                | 541    | 2           | 6         |
| 2    | Tina Maze                      | 439    | 2           | 3         |
| 3    | Martina Lechner (de)           | 338    | 1           | 1         |
| 4    | Stina Hofgaard Nilsen          | 319    | 1           | 3         |
| 5    | Katja Wirth                    | 257    |             | 1         |
| 6    | Carolina Waidhofer-Dummer (it) | 244    |             |           |
| 7    | Eveline Rohregger (de)         | 200    | 2           | 2         |
| 8    | Britt Janyk\|199               |        | 1           |           |
| 9    | Martina Fortkord (it)          | 197    | 1           | 1         |
| 10   | Katarina Breznik (sl)          | 154    |             |           |

### Slalom
Les vainqueurs des classements de slalom sont l'Italienne Emma Pezzedi (it) et l'Autrichien Mario Matt. Chez les femmes trois skieuses se tiennent en vingt points. Henna Raita et Emma Pezzedi comptent toutes deux trois victoires contre une seule pour Carolina Waidhofer-Dummer (it).  La Finlandaise Raita pèche par son irrégularité : elle participe à sept des neufs slalom, et fini soit à l'une des deux premières places, soit ne marque pas de point et termine à la troisième place. À l'inverse Waidhofer-Dummer est très régulière avec huit top 10 en neuf courses, dont une victoire et une seconde place. Ce qui lui permet de prendre la deuxième place avec cinq points de plus. Enfin Emma Pezzedi affiche un profil intermédiaire avec des slaloms blancs, mais néanmoins des points glanés en dehors de ses quatre podiums, et l'emporte avec quinze points d'avance. 
Chez les hommes la concurrence est moins rude pour Mario Matt qui avec trois victoires et ses deux troisièmes places s'assure le titre de la spécialité avec plus de cent-cinquante points d'avance sur son dauphin italien Christian Castellano (it). S'il est le seul slalomeur à remporter plusieurs courses dans la saison, l'autre attraction du classement est la présence d'un non Européen sur le podium. En effet l'Américain Sacha Gros (en), avec ses quatre podium, se hisse à la troisième place du classement. De même avec vingt-cinq points de moins le Japonais Kentarō Minagawa se classe cinquième.
| Rang | Nom                             | Points | Victoire(s) | Podium(s) |
| ---- | ------------------------------- | ------ | ----------- | --------- |
| 1    | Mario Matt                      | 510    | 3           | 5         |
| 2    | Christian Castellano (it)       | 359    | 1           | 3         |
| 3    | Sacha Gros (en)                 | 322    | 1           | 4         |
| 4    | Markus Larsson                  | 306    | 1           | 1         |
| 5    | Kentarō Minagawa                | 297    |             | 2         |
| 6    | Florian Seer                    | 274    |             | 1         |
| 7    | Julien Lizeroux                 | 270    |             | 1         |
| 8    | Andrzej Bachleda-Curuś III (pl) | 219    | 1           | 2         |
| 9    | Alan Perathoner (it)            | 212    |             | 1         |
| 10   | Davide Simoncelli               | 207    |             | 1         |

| Rang | Nom                            | Points | Victoire(s) | Podium(s) |
| ---- | ------------------------------ | ------ | ----------- | --------- |
| 1    | Emma Pezzedi (it)              | 400    | 3           | 4         |
| 2    | Carolina Waidhofer-Dummer (it) | 385    | 1           | 2         |
| 3    | Henna Raita                    | 380    | 3           | 4         |
| 4    | Noriyo Hiroi (it)              | 322    |             | 2         |
| 5    | Malin Hultdin (it)             | 232    |             |           |
| 6    | Monika Bergmann                | 226    | 1           | 1         |
| 7    | Nataša Bokal                   | 210    |             | 2         |
| 8    | Janette Hargin                 | 195    |             | 1         |
| 9    | Emma Carrick-Anderson (en)     | 194    |             | 3         |
| 10   | Katja Wirth                    | 168    |             |           |

## Calendrier et résultats

### Messieurs
| N°      | Lieu                   | Date             | Épreuve  | Vainqueur                       | Deuxième                  | Troisième                       |
| ------- | ---------------------- | ---------------- | -------- | ------------------------------- | ------------------------- | ------------------------------- |
| 1       | Valloire               | 7 décembre 1999  | Géant    | Sami Uotila                     | Raphaël Burtin            | Rainer Schönfelder              |
| 2       | Valloire               | 8 décembre 1999  | Géant    | Sami Uotila                     | Urs Kälin                 | Erik Schlopy                    |
| 3       | Nova Levante           | 10 décembre 1999 | Slalom   | Fabrizio Tescari                | Andrej Miklavc            | Sacha Gros (en)                 |
| 4       | Obereggen              | 14 décembre 1999 | Super G  | Florian Eckert                  | Patrik Järbyn             | Roland Assinger                 |
| 5       | Obereggen              | 15 décembre 1999 | Slalom   | Sacha Gros (en)                 | Mario Reiter              | Kristinn Björnsson Angelo Weiss |
| 6       | Nova Levante           | 16 décembre 1999 | Slalom   | Mika Marila                     | Sacha Gros (en)           | Johan Brolenius                 |
| 7       | Saint-Moritz           | 21 décembre 1999 | Descente | Peter Rzehak                    | Ožbi Ošlak (it)           | Pierre-Emmanuel Dalcin          |
| 8       | Saint-Moritz           | 22 décembre 1999 | Super G  | Sébastien Fournier-Bidoz        | Peter Rzehak              | Patrick Wirth                   |
| 9       | Krompachy              | 6 janvier 2000   | Géant    | Ronald Stampfer (de)            | Rainer Schönfelder        | Sami Uotila                     |
| 10      | Krompachy              | 7 janvier 2000   | Slalom   | Christian Castellano (it)       | Gaëtan Llorach            | Mario Matt                      |
| 11      | Kranjska Gora          | 9 janvier 2000   | Géant    | Raphaël Burtin                  | Christoph Gruber          | Sami Uotila                     |
| 12      | Kranjska Gora          | 10 janvier 2000  | Slalom   | Mario Matt                      | Kentarō Minagawa          | Christian Castellano (it)       |
| 13      | Sankt Anton am Arlberg | 13 janvier 2000  | Descente | Ivan Bormolini (it)             | Didier Défago             | Ludwig Sprenger (it)            |
| 14      | Sankt Anton am Arlberg | 14 janvier 2000  | Descente | Audun Grønvold                  | Christoph Gruber          | Ivan Bormolini (it)             |
| 15      | Sankt Anton am Arlberg | 15 janvier 2000  | Super G  | Patrick Wirth                   | Ivan Bormolini (it)       | Stephan Görgl                   |
| 16      | Pozza di Fassa         | 17 janvier 2000  | Géant    | Erik Schlopy                    | Raphaël Burtin            | Ivan Bormolini (it)             |
| 17      | Pozza di Fassa         | 18 janvier 2000  | Slalom   | Andrzej Bachleda-Curuś III (pl) | Kentarō Minagawa          | Sacha Gros (en)                 |
| 18      | Courchevel             | 20 janvier 2000  | Géant    | Raphaël Burtin                  | Bjarne Solbakken          | Sami Uotila                     |
| 19      | Courchevel             | 21 janvier 2000  | Slalom   | Markus Larsson                  | Alan Perathoner (it)      | Mario Matt                      |
| 20      | Les Orres              | 26 janvier 2000  | Descente | Patrick Wirth                   | Christoph Gruber          | Konrad Hari                     |
| 21      | Les Orres              | 27 janvier 2000  | Descente | Konrad Hari                     | Ivan Bormolini (it)       | Roland Assinger                 |
| 22      | Les Orres              | 28 janvier 2000  | Super G  | Patrick Wirth                   | Ivan Bormolini (it)       | Stephan Görgl                   |
| 23      | Garmisch-Partenkirchen | 31 janvier 2000  | Super G  | Patrick Wirth                   | Christoph Gruber          | Fredrik Nyberg                  |
| 24      | Garmisch-Partenkirchen | 1er février 2000 | Super G  | Ivan Bormolini (it)             | Christoph Gruber          | Florian Eckert                  |
| 25      | Sella Nevea            | 9 février 2000   | Géant    | Raphaël Burtin                  | Mitja Kunc                | Christoph Gruber                |
| 26      | Sella Nevea            | 10 février 2000  | Géant    | Raphaël Burtin                  | Alessandro Roberto        | Rainer Schönfelder              |
| 27      | Ofterschwang           | 12 février 2000  | Slalom   | Mario Matt                      | Christian Castellano (it) | Andrzej Bachleda-Curuś III (pl) |
| 28      | Ofterschwang           | 13 février 2000  | Slalom   | Mario Matt                      | Julien Lizeroux           | Davide Simoncelli               |
| 29      | Passo del Tonale       | 3 mars 2000      | Descente | Michael Walchhofer              | Claudio Collenberg (it)   | Ivan Bormolini (it)             |
| 30      | Passo del Tonale       | 8 mars 2000      | Super G  | Matteo Berbenni (it)            | Christoph Gruber          | Benjamin Melquiond              |
| Finales |                        |                  |          |                                 |                           |                                 |
| 31      | Galtür                 | 13 mars 2000     | Super G  | Sébastien Fournier-Bidoz        | Florian Eckert            | Patrice Manuel (it)             |
| 32      | Kappl                  | 18 mars 2000     | Géant    | Bjarne Solbakken                | Alessandro Roberto        | Andrea Zinsli                   |
| 33      | See                    | 19 mars 2000     | Slalom   | Heinz Schilchegger              | Florian Seer              | Reinfried Herbst                |

### Dames
| N°      | Lieu              | Date             | Épreuve  | Vainqueur                      | Deuxième                       | Troisième                       |
| ------- | ----------------- | ---------------- | -------- | ------------------------------ | ------------------------------ | ------------------------------- |
| 1       | Haute-Nendaz      | 7 décembre 1999  | Géant    | Katja Wirth                    | Selina Heregger                | Tiziana De Martin Tropanin (it) |
| 2       | Haute-Nendaz      | 7 décembre 1999  | Slalom   | Monika Bergmann                | Nataša Bokal                   | Stéphanie Clément-Guy (it)      |
| 3       | Limone Piemonte   | 10 décembre 1999 | Géant    | Tina Maze                      | Sonia Viérin                   | Silke Bachmann                  |
| 4       | Limone Piemonte   | 11 décembre 1999 | Slalom   | Emma Pezzedi (it)              | Janette Hargin                 | Noriyo Hiroi (it)               |
| 5       | Livigno           | 16 décembre 1999 | Super G  | Corinne Imlig                  | Eveline Rohregger (de)         | Martina Lechner (de)            |
| 6       | Livigno           | 17 décembre 1999 | Super G  | Corinne Imlig                  | Selina Heregger                | Martina Lechner (de)            |
| 7       | Alpe d'Huez       | 21 décembre 1999 | Super G  | Varvara Zelenskaïa             | Ingeborg Helen Marken          | Martina Lechner (de)            |
| 8       | Alpe d'Huez       | 22 décembre 1999 | Super G  | Varvara Zelenskaïa             | Ingeborg Helen Marken          | Olesja Alieva                   |
| 9       | Tignes            | 4 janvier 2000   | Descente | Michaela Kofler (de)           | Varvara Zelenskaïa             | Selina Heregger                 |
| 10      | Tignes            | 5 janvier 2000   | Descente | Varvara Zelenskaïa             | Jeanette Collenberg (it)       | Romina Dei Cas (it)             |
| 11      | Rogla             | 8 janvier 2000   | Géant    | Tina Maze                      | Britt Janyk                    | Selina Heregger                 |
| 12      | Rogla             | 9 janvier 2000   | Slalom   | Emily Brydon                   | Noriyo Hiroi (it)              | Karin Truppe (it)               |
| 13      | Sankt Sebastian   | 11 janvier 2000  | Géant    | Eveline Rohregger (de)         | Birgit Heeb                    | Selina Heregger                 |
| 14      | Sankt Sebastian   | 12 janvier 2000  | Géant    | Eveline Rohregger (de)         | Martina Fortkord (it)          | Selina Heregger                 |
| 15      | Krieglach         | 15 janvier 2000  | Slalom   | Henna Raita                    | Carolina Waidhofer-Dummer (it) | Emma Carrick-Anderson (en)      |
| 16      | Krieglach         | 16 janvier 2000  | Slalom   | Carolina Waidhofer-Dummer (it) | Henna Raita                    | Emma Carrick-Anderson (en)      |
| 17      | Haus im Ennstal   | 19 janvier 2000  | Descente | Emily Brydon                   | Martina Lechner (de)           | Veronika Thanner (it)           |
| 18      | Haus im Ennstal   | 20 janvier 2000  | Descente | Kerstin Reisenhofer (de)       | Alison Powers                  | Emily Brydon                    |
| 19      | Haus im Ennstal   | 21 janvier 2000  | Super G  | Alison Powers                  | Emily Brydon                   | Corinne Imlig                   |
| 20      | Pra-Loup          | 26 janvier 2000  | Descente | Varvara Zelenskaïa             | Kerstin Reisenhofer (de)       | Elena Tagliabue (it)            |
| 21      | Pra-Loup          | 27 janvier 2000  | Descente | Varvara Zelenskaïa             | Kerstin Reisenhofer (de)       | Selina Heregger                 |
| 22      | Pra-Loup          | 28 janvier 2000  | Super G  | Varvara Zelenskaïa             | Bibiana Perez                  | Alessandra Merlin               |
| 23      | Villars-sur-Ollon | 2 février 2000   | Descente | Kerstin Reisenhofer (de)       | Selina Heregger                | Corinne Imlig                   |
| 24      | Villars-sur-Ollon | 3 février 2000   | Descente | Kerstin Reisenhofer (de)       | Corinne Imlig                  | Olesja Alieva                   |
| 25      | Villars-sur-Ollon | 3 février 2000   | Super G  | Selina Heregger                | Varvara Zelenskaïa             | Corinne Imlig                   |
| 26      | Sonthofen         | 7 février 2000   | Slalom   | Henna Raita                    | Karin Köllerer                 | Emma Carrick-Anderson (en)      |
| 27      | Sonthofen         | 8 février 2000   | Slalom   | Elena Tagliabue (it)           | Trine Bakke                    | Špela Pretnar                   |
| 28      | Abetone           | 10 février 2000  | Géant    | Martina Lechner (de)           | Stina Hofgaard Nilsen          | Kerstin Reisenhofer (de)        |
| 29      | Abetone           | 11 février 2000  | Géant    | Emma Pezzedi (it)              | Denise Karbon                  | Hedda Berntsen                  |
| 30      | Sierra Nevada     | 14 février 2000  | Géant    | Selina Heregger                | Stina Hofgaard Nilsen          | Carolina Ruiz Castillo          |
| 31      | Sierra Nevada     | 15 février 2000  | Géant    | Selina Heregger                | Tina Maze                      | Marlies Öster                   |
| Finales |                   |                  |          |                                |                                |                                 |
| 31      | Ischgl            | 14 mars 2000     | Géant    | Stina Hofgaard Nilsen          | Petra Knor (it)                | Alenka Dovžan                   |
| 32      | See               | 15 mars 2000     | Slalom   | Henna Raita                    | Nataša Bokal                   | Emma Pezzedi (it)               |

### Résultats des courses
1. ↑  (en) « European Cup Valloire (FRA) : Men's giant slalom, December 07, 1999 », sur fis-ski.com (consulté le 23 novembre 2021)
2. ↑  (en) « European Cup Valloire (FRA) : Men's giant slalom, December 08, 1999 », sur fis-ski.com (consulté le 23 novembre 2021)
3. ↑  (en) « European Cup Nova Levante (ITA) : Men's slalom, December 10, 1999 », sur fis-ski.com (consulté le 23 novembre 2021)
4. ↑  (en) « European Cup Obereggen (ITA) : Men's super G, December 14, 1999 », sur fis-ski.com (consulté le 24 novembre 2021)
5. ↑  (en) « European Cup Obereggen (ITA) : Men's slalom, December 15, 1999 », sur fis-ski.com (consulté le 24 novembre 2021)
6. ↑  (en) « European Cup Nova Levante (ITA) : Men's slalom, December 16, 1999 », sur fis-ski.com (consulté le 24 novembre 2021)
7. ↑  (en) « European Cup St. Moritz (SUI) : Men's downhill, December 21, 1999 », sur fis-ski.com (consulté le 24 novembre 2021)
8. ↑  (en) « European Cup St. Moritz (SUI) : Men's super G, December 22, 1999 », sur fis-ski.com (consulté le 24 novembre 2021)
9. ↑  (en) « European Cup Krompachy-Plejsy (SVK) : Men's giant slalom, January 06, 2000 », sur fis-ski.com (consulté le 24 novembre 2021)
10. ↑  (en) « European Cup Krompachy-Plejsy (SVK) : Men's slalom, January 07, 2000 », sur fis-ski.com (consulté le 24 novembre 2021)
11. ↑  (en) « European Cup Kranjska Gora (SLO) : Men's giant slalom, January 09, 2000 », sur fis-ski.com (consulté le 24 novembre 2021)
12. ↑  (en) « European Cup Kranjska Gora (SLO) : Men's slalom, January 10, 2000 », sur fis-ski.com (consulté le 24 novembre 2021)
13. ↑  (en) « European Cup St. Anton (AUT) : Men's downhill, January 13, 2000 », sur fis-ski.com (consulté le 24 novembre 2021)
14. ↑  (en) « European Cup St. Anton (AUT) : Men's downhill, January 14, 2000 », sur fis-ski.com (consulté le 24 novembre 2021)
15. ↑  (en) « European Cup St. Anton (AUT) : Men's giant super G, January 15, 2000 », sur fis-ski.com (consulté le 24 novembre 2021)
16. ↑  (en) « European Cup Pozza di Fasse (ITA) : Men's giant slalom, January 17, 2000 », sur fis-ski.com (consulté le 24 novembre 2021)
17. ↑  (en) « European Cup Pozza di Fasse (ITA) : Men's slalom, January 18, 2000 », sur fis-ski.com (consulté le 24 novembre 2021)
18. ↑  (en) « European Cup Courchevel (FRA) : Men's giant slalom, January 20, 2000 », sur fis-ski.com (consulté le 24 novembre 2021)
19. ↑  (en) « European Cup Courchevel (FRA) : Men's slalom, January 21, 2000 », sur fis-ski.com (consulté le 24 novembre 2021)
20. ↑  (en) « European Cup Les Orres (FRA) : Men's downhill, January 26, 2000 », sur fis-ski.com (consulté le 24 novembre 2021)
21. ↑  (en) « European Cup Les Orres (FRA) : Men's downhill, January 27, 2000 », sur fis-ski.com (consulté le 24 novembre 2021)
22. ↑  (en) « European Cup Les Orres (FRA) : Men's super G, January 28, 2000 », sur fis-ski.com (consulté le 24 novembre 2021)
23. ↑  (en) « European Cup Garmisch-Partenkirchen (GER) : Men's super G, January 31, 2000 », sur fis-ski.com (consulté le 24 novembre 2021)
24. ↑  (en) « European Cup Garmisch-Partenkirchen (GER) : Men's super G, February 01, 2000 », sur fis-ski.com (consulté le 24 novembre 2021)
25. ↑  (en) « European Cup Sella Nevea (ITA) : Men's giant slalom, February 09, 2000 », sur fis-ski.com (consulté le 24 novembre 2021)
26. ↑  (en) « European Cup Sella Nevea (ITA) : Men's giant slalom, February 10, 2000 », sur fis-ski.com (consulté le 24 novembre 2021)
27. ↑  (en) « European Cup Ofterschwang (GER) : Men's slalom, February 12, 2000 », sur fis-ski.com (consulté le 24 novembre 2021)
28. ↑  (en) « European Cup Ofterschwang (GER) : Men's slalom, February 13, 2000 », sur fis-ski.com (consulté le 24 novembre 2021)
29. ↑  (en) « European Cup Passo Tonale (ITA) : Men's downhill, March 03, 2000 », sur fis-ski.com (consulté le 24 novembre 2021)
30. ↑  (en) « European Cup Passo Tonale (ITA) : Men's super G, March 04, 2000 », sur fis-ski.com (consulté le 24 novembre 2021)
31. ↑  (en) « European Cup Galtuer (AUT) : Men's super G, March 13, 2000 », sur fis-ski.com (consulté le 24 novembre 2021)
32. ↑  (en) « European Cup Galtuer (AUT) : Men's giant slalom, March 18, 2000 », sur fis-ski.com (consulté le 24 novembre 2021)
33. ↑  (en) « European Cup See (AUT) : Men's slalom, March 19, 2000 », sur fis-ski.com (consulté le 24 novembre 2021)
34. ↑  (en) « European Cup Haute-Nendaz (SUI) : Women's giant slalom, December 07, 1999 », sur fis-ski.com (consulté le 24 novembre 2021)
35. ↑  (en) « European Cup Haute-Nendaz (SUI) : Women's slalom, December 07, 1999 », sur fis-ski.com (consulté le 24 novembre 2021)
36. ↑  (en) « European Cup Limone Piemonte (ITA) : Women's giant slalom, December 10, 1999 », sur fis-ski.com (consulté le 24 novembre 2021)
37. ↑  (en) « European Cup Limone Piemonte (ITA) : Women's slalom, December 11, 1999 », sur fis-ski.com (consulté le 24 novembre 2021)
38. ↑  (en) « European Cup Livigno (ITA) : Women's super G, December 16, 1999 », sur fis-ski.com (consulté le 24 novembre 2021)
39. ↑  (en) « European Cup Livigno (ITA) : Women's super G, December 17, 1999 », sur fis-ski.com (consulté le 24 novembre 2021)
40. ↑  (en) « European Cup Alpe d'Huez (FRA) : Women's super G, December 21, 1999 », sur fis-ski.com (consulté le 24 novembre 2021)
41. ↑  (en) « European Cup Alpe d'Huez (FRA) : Women's super G, December 22, 1999 », sur fis-ski.com (consulté le 24 novembre 2021)
42. ↑  (en) « European Cup Tignes (FRA) : Women's downhill, January 04, 2000 », sur fis-ski.com (consulté le 25 novembre 2021)
43. ↑  (en) « European Cup Tignes (FRA) : Women's downhill, January 05, 2000 », sur fis-ski.com (consulté le 25 novembre 2021)
44. ↑  (en) « European Cup Rogla (SLO) : Women's giant slalom, January 08, 2000 », sur fis-ski.com (consulté le 25 novembre 2021)
45. ↑  (en) « European Cup Rogla (SLO) : Women's slalom, January 09, 2000 », sur fis-ski.com (consulté le 25 novembre 2021)
46. ↑  (en) « European Cup St. Sebastian (AUT) : Women's giant slalom, January 11, 2000 », sur fis-ski.com (consulté le 25 novembre 2021)
47. ↑  (en) « European Cup St. Sebastian (AUT) : Women's giant slalom, January 12, 2000 », sur fis-ski.com (consulté le 25 novembre 2021)
48. ↑  (en) « European Cup Krieglach (AUT) : Women's slalom, January 15, 2000 », sur fis-ski.com (consulté le 25 novembre 2021)
49. ↑  (en) « European Cup Krieglach (AUT) : Women's slalom, January 16, 2000 », sur fis-ski.com (consulté le 25 novembre 2021)
50. ↑  (en) « European Cup Haus i. Ennstal (AUT) : Women's downhill, January 19, 2000 », sur fis-ski.com (consulté le 25 novembre 2021)
51. ↑  (en) « European Cup Haus i. Ennstal (AUT) : Women's downhill, January 20, 2000 », sur fis-ski.com (consulté le 25 novembre 2021)
52. ↑  (en) « European Cup Haus i. Ennstal (AUT) : Women's super G, January 21, 2000 », sur fis-ski.com (consulté le 25 novembre 2021)
53. ↑  (en) « European Cup Pra Loup (FRA) : Women's downhill, January 26, 2000 », sur fis-ski.com (consulté le 25 novembre 2021)
54. ↑  (en) « European Cup Pra Loup (FRA) : Women's downhill, January 27, 2000 », sur fis-ski.com (consulté le 25 novembre 2021)
55. ↑  (en) « European Cup Pra Loup (FRA) : Women's super G, January 28, 2000 », sur fis-ski.com (consulté le 25 novembre 2021)
56. ↑  (en) « European Cup Villars (SUI) : Women's downhill, February 02, 2000 », sur fis-ski.com (consulté le 25 novembre 2021)
57. ↑  (en) « European Cup Villars (SUI) : Women's downhill, February 03, 2000 », sur fis-ski.com (consulté le 25 novembre 2021)
58. ↑  (en) « European Cup Villars (SUI) : Women's super G, February 03, 2000 », sur fis-ski.com (consulté le 25 novembre 2021)
59. ↑  (en) « European Cup Sonthofen (GER) : Women's slalom, February 07, 2000 », sur fis-ski.com (consulté le 25 novembre 2021)
60. ↑  (en) « European Cup Sonthofen (GER) : Women's slalom, February 08, 2000 », sur fis-ski.com (consulté le 25 novembre 2021)
61. ↑  (en) « European Cup Abetone (ITA) : Women's giant slalom, February 10, 2000 », sur fis-ski.com (consulté le 25 novembre 2021)
62. ↑  (en) « European Cup Abetone (ITA) : Women's giant slalom, February 11, 2000 », sur fis-ski.com (consulté le 25 novembre 2021)
63. ↑  (en) « European Cup Sierra Nevada (ESP) : Women's giant slalom, February 14, 2000 », sur fis-ski.com (consulté le 25 novembre 2021)
64. ↑  (en) « European Cup Sierra Nevada (ESP) : Women's giant slalom, February 15, 2000 », sur fis-ski.com (consulté le 25 novembre 2021)
65. ↑  (en) « European Cup Ischgl (AUT) : Women's giant slalom, March 14, 2000 », sur fis-ski.com (consulté le 25 novembre 2021)
66. ↑  (en) « European Cup See (AUT) : Women's slalom, March 15, 2000 », sur fis-ski.com (consulté le 25 novembre 2021)